# Nina Žižić
Nina Žižić (montenegrinska kyrilliska: Нина Жижић), född 20 april 1985 i Nikšić, är en montenegrinsk sångerska.

## Karriär
Žižić startade sin musikkarriär år 2003. Hennes debutsingel var "Odlazi" och hon har totalt gett ut 7 stycken. Under karriären har hon framträtt vid flera regionala musikfestivaler samt vunnit ett par musikpriser. År 2007 deltog hon i Montenegros nationella uttagning till Eurovision Song Contest 2007 och framförde låten "Anđele" tillsammans med Dan Poslije. Duon slutade på en fjärdeplats med 604 röster.
Tillsammans med musikgruppen Who See representerade hon Montenegro i Eurovision Song Contest 2013 i Malmö, Sverige med låten "Igranka", men tog sig inte till final.
Žižić representerade Montenegro med låten Dobrodošli i Eurovision Song Contest 2025. Bidraget gick inte vidare till final.